# Sing Out!
《Sing Out!》是日本女子偶像团体乃木坂46的第23张单曲，由秋元康作词，Ryota Saito和TETTA作曲。2019年5月29日由N46Div.发售。同名标题曲的Center（中心成员）由齋藤飛鳥担任。

## 概要
单曲分为附有蓝光盘的Type A、Type B、Type C、Type D和只包含CD的通常版，共五个版本。与前作《想繞遠路回家》发行相隔约六个月。 
本作的发售消息于2019年3月31日在Intex大阪举行的全国握手会上公开，并于4月15日播出的《乃木坂工事中》中公布了本作的选拔成员与站位。与以往不同的是，4月25日在日本索尼音乐总部首次举行了本作的媒体试听会。4月27日，官网上公布了包含标题曲在内本作的收录内容。5月1日，在由成员新内真衣主持的《乃木坂46的All Night Nippon》上首次公开本作标题曲《Sing Out！》，并于两天后在乃木坂46官方Youtube频道上公开了完整版MV。
标题《Sing Out!》意为“唱出来”，体现在乐曲中则是“高兴地歌唱”、“随着音乐鼓掌”。在乃木坂46的单曲标题中采用全英文尚属首次。乐曲通过拍手和跺脚的声音表现出强烈的节奏感。与目前为止乃木坂46乐曲风格明显的不同点在于，除了成员们的歌声，贯穿全曲的还有持续的击掌声和古典吉他的伴奏。日刊体育称这首歌“结合了Queen的《We Will Rock You》的力量和SMAP的《世界上唯一的花》的日本友情”。

## 活动
为纪念本作的发售，于2019年5月24日、25日、26日连续三天在橫濱體育館分别举行Under成員、4期生、选拔成员参与的演唱会。
- 乃木坂46 23张单曲《Sing Out!》发售纪念演唱會 [6]

Under Live（2019年5月24日、横滨体育馆）
4期生Live（2019年5月25日、横滨体育馆）
选拔成员Live（2019年5月26日、横滨体育馆）

## 封面及封底写真
| Type-A 封面 | 齋藤飛鳥                                                                   |
| Type-B 封面 | 松村沙友理、新内真衣、白石麻衣                                             |
| Type-C 封面 | 井上小百合、高山一實、櫻井玲香、秋元真夏                                   |
| Type-D 封面 | 星野南、北野日奈子、堀未央奈、生田繪梨花、梅澤美波、鈴木絢音、佐藤楓       |
| 通常盤 封面 | 大園桃子、久保史緒里、伊藤理理杏、與田祐希、岩本蓮加、阪口珠美、渡邊米麗愛 |

封面写真以「Diversity」为概念，为了体现出组合的多样性和多面性，分五组首次任用5名风格不同的摄影师拍摄五张封面写真。《Sing Out!》中蕴含着将着五组相连，共同传达出歌曲的力量的想法。除Type-A外，本次根据成员的出生年份进行分组：Type-A是Center齋藤飛鳥、Type-B是26岁以上的成员、Type-C是1993、1994年出生的24岁～25岁成员，Type-D是1996年～1998年出生的20岁～23岁的成员，通常盤是1999年以后出生的未成年成员。Type-A～Type-D及通常盤封面分別由以下攝影師負責拍攝：小見山峻、Maciej Kucia、松田恭平、福岡秀敏、蘆澤翔。

## MV
Sing Out!
导演：池田一真
标题曲《Sing Out!》的MV于2019年4月上旬在山梨县的摄影棚内拍摄。以「大家一起欢唱」、「随着节拍鼓掌」为概念，讓看到MV的观众也能不自觉的笑出来为目标进行制作。舞蹈動作由曾担任《大影响家》、《同步巧合》编舞师的Seishiro負責設計，在风格上与《同步巧合》十分相似。成员们在拍摄前参与了时长3天的舞蹈课程，而作为Center的斋藤飞鸟因MV中需要拍摄单人舞蹈镜头，提前10天便开始了舞蹈的学习。本次摄影采用一鏡到底的拍摄手法，为了在单人舞蹈和多人舞蹈的镜头中实现零失误，拍摄现场弥漫着少见的紧张感 。
飞机跑道
导演：maxilla
由Under成员参与的歌曲《飞机跑道》的MV于4月上旬在東京都近郊拍摄。以“在无人的街上的女孩子们”为主题，制作组在数十处场地进行了取景，与过去Under曲的MV相比是最多的一次。而为了实现“在无人的街上进行表演”，除了正常拍摄的镜头，MV中还多处出现了通过视频剪辑技术将无人街景与成员们的表演进行合成后的镜头。导演maxilla曾负责歌手米津玄師的MV的视觉效果和其他CM的制作，本次是首次参与乃木坂46相关作品的制作。
那样的存在
导演：伊藤衆人
由齋藤飛鳥和白石麻衣参与的歌曲《那样的存在》MV于3月下旬在千葉縣九十九里濱进行拍摄。由齋藤飛鳥饰演一位无法外出的男孩子，白石麻衣饰演前来拜访的家庭教师。在二人的交流下，男孩打开了心扉，尝试着离开了家。为了表现出作品中二人的关系，两位在多处加入了自己的即兴表演。本作的导演由曾经执导过《空扉》、《失恋清洁工》MV摄制的伊藤衆人导演执导。
平行线
导演：泉田岳；企划、脚本：泽本嘉光
由岩本蓮加、大園桃子、久保史緒里、阪口珠美、与田祐希参与的歌曲《平行线》的MV于4月上旬在茨城縣常陸太田市的“鲸之丘商店街”拍摄。作品的设定为坐车来到这里的岩本一行无意中发现自己的身体可以通过碰撞与他人交换，由此展开了一系列故事。对于出演者而言，如何表现与别人交换前后的自己成为了拍摄的一大难点。本作的剧本与企划由曾经负责《想绕远路回家》剧本的泽本嘉光执笔，由曾获得“2018　58th ACC TOKYO CREATIVITY”银奖等奖项的泉田岳执导。
第四道光芒
导演：月田茂
由全体4期生参与的歌曲《第四道光芒》的MV于3月下旬在茨城县拍摄。以“梦开始的瞬间”为主题，视频中引入了学校与制服等许多青涩元素。4期生们因首次参与MV拍摄而始终保持着紧张感，舞蹈镜头的拍摄时间也因此比预计的时间多出了一个多小时。导演月田茂也曾负责过团体《三角空地》等作品MV和其他CM的拍摄。

## 歌曲列表

### Type-A
| CD   | CD                        | CD     | CD                   | CD                   |
| 曲序 | 曲目                      |        | 作曲                 | 編曲                 |
| ---- | ------------------------- | ------ | -------------------- | -------------------- |
| 1.   | Sing Out！                | 秋元康 | Ryota Saito、TETTA   | 野中「雅」雄一       |
| 2.   | 飞机跑道                  | 秋元康 | CHOCOLATE MIX        | CHOCOLATE MIX        |
| 3.   | 那样的存在                | 秋元康 | Akira Sunset、APAZZI | Akira Sunset、APAZZI |
| 4.   | Sing Out！ off vocal ver. |        | Ryota Saito、TETTA   | 野中「雅」雄一       |
| 5.   | 飞机跑道 off vocal ver.   |        | CHOCOLATE MIX        | CHOCOLATE MIX        |
| 6.   | 那样的存在 off vocal ver. |        | Akira Sunset、APAZZI | Akira Sunset、APAZZI |

| Blu-ray | Blu-ray                | Blu-ray    |
| 曲序    | 曲目                   | 導演       |
| ------- | ---------------------- | ---------- |
| 1.      | Sing Out！ Music Video | 池田一真   |
| 2.      | 那样的存在 Music Video | 伊藤衆人   |
| 3.      | 4期生個人PV 遠藤樱     | 林希       |
| 4.      | 4期生個人PV 掛橋沙耶香 | 宇野真保美 |
| 5.      | 4期生個人PV 柴田柚菜   | 島田欣征   |
| 6.      | 4期生個人PV 清宮鈴     | 井上康平   |
| 7.      | 4期生個人PV 矢久保美緒 | QuizKnock  |

### Type-B
| CD   | CD                         | CD     | CD                 | CD             |
| 曲序 | 曲目                       |        | 作曲               | 編曲           |
| ---- | -------------------------- | ------ | ------------------ | -------------- |
| 1.   | Sing Out！                 | 秋元康 | Ryota Saito、TETTA | 野中「雅」雄一 |
| 2.   | 飞机跑道                   | 秋元康 | CHOCOLATE MIX      | CHOCOLATE MIX  |
| 3.   | Am I Loving                | 秋元康 | 山田智和           | APAZZI         |
| 4.   | Sing Out！ off vocal ver.  |        | Ryota Saito、TETTA | 野中「雅」雄一 |
| 5.   | 飞机跑道 off vocal ver.    |        | CHOCOLATE MIX      | CHOCOLATE MIX  |
| 6.   | Am I Loving off vocal ver. |        | 山田智和           | APAZZI         |

| Blu-ray | Blu-ray                | Blu-ray    |
| 曲序    | 曲目                   | 導演       |
| ------- | ---------------------- | ---------- |
| 1.      | Sing Out！ Music Video | 池田一真   |
| 2.      | 飞机跑道 Music Video   | maxilla    |
| 3.      | 4期生個人PV 賀喜遙香   | 福原悠人   |
| 4.      | 4期生個人PV 金川紗耶   | 上田希     |
| 5.      | 4期生個人PV 北川悠理   | 太田真一郎 |
| 6.      | 4期生個人PV 田村真佑   | 田村啓介   |
| 7.      | 4期生個人PV 筒井彩芽   | 吉川英里   |
| 8.      | 4期生個人PV 早川聖來   | 石井克晃   |

### Type-C
| CD   | CD                        | CD     | CD                 | CD             |
| 曲序 | 曲目                      |        | 作曲               | 編曲           |
| ---- | ------------------------- | ------ | ------------------ | -------------- |
| 1.   | Sing Out！                | 秋元康 | Ryota Saito、TETTA | 野中「雅」雄一 |
| 2.   | 飞机跑道                  | 秋元康 | CHOCOLATE MIX      | CHOCOLATE MIX  |
| 3.   | 平行线                    | 秋元康 | 近藤圭一           | 近藤圭一       |
| 4.   | Sing Out！ off vocal ver. |        | Ryota Saito、TETTA | 野中「雅」雄一 |
| 5.   | 飞机跑道 off vocal ver.   |        | CHOCOLATE MIX      | CHOCOLATE MIX  |
| 6.   | 平行线 off vocal ver.     |        | 近藤圭一           | 近藤圭一       |

| Blu-ray | Blu-ray                | Blu-ray  |
| 曲序    | 曲目                   | 導演     |
| ------- | ---------------------- | -------- |
| 1.      | Sing Out！ Music Video | 池田一真 |
| 2.      | 平行线 Music Video     | 泉田岳   |
| 3.      | 經紀人的私藏影像 上集  |          |

### Type-D
| CD   | CD                        | CD     | CD                 | CD               |
| 曲序 | 曲目                      |        | 作曲               | 編曲             |
| ---- | ------------------------- | ------ | ------------------ | ---------------- |
| 1.   | Sing Out！                | 秋元康 | Ryota Saito、TETTA | 野中「雅」雄一   |
| 2.   | 飞机跑道                  | 秋元康 | CHOCOLATE MIX      | CHOCOLATE MIX    |
| 3.   | 第四道光芒                | 秋元康 | 杉山勝彥           | 杉山勝彥、谷地學 |
| 4.   | Sing Out！ off vocal ver. |        | Ryota Saito、TETTA | 野中「雅」雄一   |
| 5.   | 飞机跑道 off vocal ver.   |        | CHOCOLATE MIX      | CHOCOLATE MIX    |
| 6.   | 第四道光芒 off vocal ver. |        | 杉山勝彥           | 杉山勝彥、谷地學 |

| Blu-ray | Blu-ray                | Blu-ray  |
| 曲序    | 曲目                   | 導演     |
| ------- | ---------------------- | -------- |
| 1.      | Sing Out！ Music Video | 池田一真 |
| 2.      | 第四道光芒 Music Video | 月田茂   |
| 3.      | 經紀人的私藏影像 下集  |          |

### 通常盤
| CD   | CD                        | CD     | CD                 | CD             |
| 曲序 | 曲目                      |        | 作曲               | 編曲           |
| ---- | ------------------------- | ------ | ------------------ | -------------- |
| 1.   | Sing Out！                | 秋元康 | Ryota Saito、TETTA | 野中「雅」雄一 |
| 2.   | 飞机跑道                  | 秋元康 | CHOCOLATE MIX      | CHOCOLATE MIX  |
| 3.   | 暧昧                      | 秋元康 | doubleglass        | doubleglass    |
| 4.   | Sing Out！ off vocal ver. |        | Ryota Saito、TETTA | 野中「雅」雄一 |
| 5.   | 飞机跑道 off vocal ver.   |        | CHOCOLATE MIX      | CHOCOLATE MIX  |
| 6.   | 暧昧 off vocal ver.       |        | doubleglass        | doubleglass    |

## 选拔成员

### Sing Out!
（中心成员： 齋藤飛鳥） 
- 第3排：井上小百合、佐藤楓、鈴木絢音、岩本蓮加、阪口珠美、渡邊米麗愛、伊藤理理杏、新内真衣[16]
- 第2排：梅澤美波、北野日奈子、秋元真夏、久保史緒里、松村沙友理、星野南、櫻井玲香[16]
- 第1排：大園桃子、堀未央奈、生田繪梨花、齋藤飛鳥、白石麻衣、高山一實、與田祐希[16]

选拔成员与前作相比增加了一名，与过去相比是最多的一次，共22人。福神沿用了自《同步巧合》以来连续4作由第一列和第二列共同组成的十四福神结构，中心位置由斋藤飞鸟担任。飞鸟自《以自我为中心！》以来相隔2作，第4次担任Center。选拔成员构成为：1期生9名、2期生5名、3期生8名，1期生的选拔人数首度未達選拔成員總人數的半數。阪口珠美和渡邊米麗愛首次进入选拔。岩本蓮加和鈴木絢音自《以自我为中心！》以来相隔2作再次回归选拔。此外、此前暂停活动的久保史緒里自《同步巧合》以来相隔3作重回选拔并担任福神，之前同样暂停活动的北野日奈子则是自《及時行事》以来相隔4作回归选拔，并首次担任福神。大園桃子自《以自我为中心！》以来相隔2作，高山一實自《蜃景》以来相隔5作回归福神。其中高山自《再見的意義》以来相隔7作第二次被选为第一排成员。除可能因行程问题導致身體不適，而在2019年4月13日於官方博客宣布不参与本作的山下美月、本作发售前毕业或已宣布毕业的衛藤美彩、齊藤優里、西野七瀨、若月佑美以外，前作的16位選拔成員在本作均全部入選。

### 飞机跑道
（中心成员： 寺田蘭世） 
- 伊藤純奈、佐佐木琴子、寺田蘭世、中田花奈、中村麗乃、樋口日奈、向井葉月、山崎怜奈、吉田綾乃克莉絲蒂、和田真彩[4]

Under成员共10人，是繼第17张单曲收錄的《气球还活着》（12人）以来最少的一次。

### 那样的存在
- 齋藤飛鳥、白石麻衣[4]

### Am I Loving
- 北野日奈子、鈴木絢音、星野南、堀未央奈、渡邊米麗愛[4]

### 平行线
- 岩本蓮加、大園桃子、久保史緒里、阪口珠美、與田祐希[4]

### 第四道光芒
（中心成员：遠藤櫻）
- 遠藤櫻、賀喜遙香、掛橋沙耶香、金川紗耶、北川悠理、柴田柚菜、清宮玲、田村真佑、筒井彩萌、早川聖來、矢久保美緒[4]

4期生演唱曲。

### 暧昧
（小隊名：炸鸡姐妹）
- 生田繪梨花、松村沙友理[4]

繼第12张单曲收录的《無表情》以来第4度以「炸鸡姐妹」组合名义参与的歌曲。

## 脚注
1. ↑  .   [2019-05-31] （中文（中国大陆））.
.   [2019-05-31]. （原始内容存档于2019-05-31） （中文（中国大陆））.
2. ↑  . 乃木坂46官方网站. 乃木坂46LLC. 2019-05-03  [2019-05-04]. （原始内容存档于2019-05-03） （日语）.
3. 1 2  . nikkansports.com (日刊スポーツ新聞社). 2019-04-27  [2019-04-27]. （原始内容存档于2019-04-26） （日语）.
4. 1 2 3 4 5 6 7 8 9  . 乃木坂46官方网站. 乃木坂46LLC. 2019-04-27  [2019-04-27]. （原始内容存档于2019-04-27） （日语）.
5. ↑  . billboard JAPAN. Hanshin Contents Link Corporation, PLANTECH Co.,Ltd. & Prometheus Global Media, LLC. 2019-04-26  [2019-05-04]. （原始内容存档于2019-05-03） （日语）.
6. 1 2 3 4  . 乃木坂46官方网站. 乃木坂46LLC. 2019-04-21  [2019-04-21]. （原始内容存档于2019-04-21） （日语）.
7. 1 2 3 4 5  . 乃木坂46官方网站 (乃木坂46LLC). 2019-04-30  [2019-04-30]. （原始内容存档于2019-04-30） （日语）.
8. ↑  . 乃木坂46官方网站 メンバー紹介. 乃木坂46LLC.   [2019-05-04]. （原始内容存档于2019-05-03） （日语）.
9. 1 2 3 4 5 6  . 乃木坂46官方网站. 乃木坂46LLC. 2019-05-03  [2019-05-04]. （原始内容存档于2019-05-03） （日语）.
10. ↑  渡辺彰浩. . Real Sound. blueprint. 2019-04-26  [2019-04-27]. （原始内容存档于2019-04-27） （日语）.
11. 1 2 3 4 5  . 乃木坂46官方网站. 2019-05-23  [2019-05-31]. （原始内容存档于2019-05-31） （日语）.
12. 1 2 3 4 5 6  . 乃木坂46官方网站. 2019-05-15  [2019-05-31]. （原始内容存档于2019-05-31） （日语）.
13. 1 2 3 4  . 乃木坂46官方网站. 2019-05-17  [2019-05-31]. （原始内容存档于2019-05-31） （日语）.
14. 1 2 3 4 5  . 乃木坂46官方网站. 2019-05-22  [2019-05-31]. （原始内容存档于2019-05-31） （日语）.
15. ↑  . 台灣索尼音樂JPOP臉書專頁. 2019-05-31  [2019-05-31] （中文（臺灣））.
16. 1 2 3 4 5 6 7 8  . モデルプレス (ネットネイティブ). 2019-04-15  [2019-04-21]. （原始内容存档于2019-04-16） （日语）.
17. ↑  岩本蓮加. . 乃木坂46 官方博客. 乃木坂46LLC. 2019-04-16  [2019-04-21]. （原始内容存档于2019-04-17） （日语）.
18. ↑  北野日奈子. . 乃木坂46 官方博客. 乃木坂46官方网站. 2019-04-17  [2019-04-21]. （原始内容存档于2019-05-12） （日语）.
19. ↑  高山一實. . 乃木坂46 官方博客. 乃木坂46LLC. 2019-04-15  [2019-04-21]. （原始内容存档于2019-04-17） （日语）.
20. ↑  . ナタリー (ナターシャ). 2019-04-15  [2019-04-21]. （原始内容存档于2019-04-17） （日语）.
21. ↑  大久保和則 (编).  . B.L.T.MOOK 39号 月刊版. 東京ニュース通信社. 2019-05-17: 90-91. ISBN 4863369247.
22. ↑  .   [2019-05-22]. （原始内容存档于2019-05-25） （日语）.